# Калмашка (приток Кырыкмаса)
Калмашка — река в России, протекает в Каракулинском районе Удмуртии. Левый приток Кырыкмаса.

## География
Длина реки — 10 км. Протекает на юге Сарапульской возвышенности в границах сельского поселения Малокалмашинское. Исток в 7 км к югу от села Малые Калмаши и в 7 км к северо-северо-востоку от села Вятское. Течёт на север по оврагу, в низовьях протекает через Малые Калмаши (единственный населённый пункт в бассейне). Впадает в Кырыкмас по правому берегу в 90 км от его устья.
Сток реки и притоков зарегулирован. Основное приток — Рынок (правый, впадает в селе).
В бассейне реки ведётся нефтедобыча (Ельниковское месторождение).

## Данные водного реестра
По данным государственного водного реестра России относится к Камскому бассейновому округу, водохозяйственный участок реки — Иж от истока и до устья, речной подбассейн реки — бассейны притоков Камы до впадения Белой. Речной бассейн реки — Кама.
Код объекта в государственном водном реестре — 10010101212111100027361.